# Champions Indoor Football
Die Champions Indoor Football (CIF) war eine Liga für Arena Football in den USA. Das Finale wurde Champions Bowl genannt.
Sie entstand 2014 durch die Fusion der Champions Professional Indoor Football League (CPIFL) und der Lone Star Football League (LSFL). Im Herbst 2023 ging die Liga in der wieder gegründeten Arena Football League auf.

## Geschichte

### Gründung
Die CIF entstand als Zusammenschluss der Champions Professional Indoor Football League (CPIFL) und Lone Star Football League (LSFL).

#### Gründungsteams
| Teamname             | aus Liga      |
| -------------------- | ------------- |
| Sioux City Bandits   | CPIFL         |
| Dodge City Law       | CPIFL         |
| Salina Bombers       | CPIFL         |
| Omaha Beef           | CPIFL         |
| Amarillo Venom       | LSFL          |
| San Angelo Bandits   | LSFL          |
| Texas Revolution     | IFL           |
| Wichita Force        | neu gegründet |
| Duke City Gladiators | neu gegründet |

### Saison 2015
Die Liga startete mit insgesamt sechs Mannschaften aus der CPIFL und der LSFL. Zusätzlich wurde ein Team aus der Indoor Football League aufgenommen und zwei Expansion Teams gegründet. Den ersten ChampionsBowl gewannen die Sioux City Bandits mit 76:61 gegen Texas Revolution. Das Finale verfolgten 3.757 Zuschauer in Sioux City.

### Saison 2016
Teams, die die Liga verlassen haben: Salina Bombers
Teams, die neu hinzugekommen sind: Bloomington Edge, Chicago Eagles, Mesquite Marshals, Salina Liberty
Modus: 2 Conferences mit je 6 Teams haben je 12 Hauptrundenspiele, wobei sich die ersten drei Teams jeder Conference für die Playoffs qualifizieren.
Teilnehmende Mannschaften (12): Sioux City Bandits, Dodge City Law, Omaha Beef, Amarillo Venom, San Angelo Bandits, Texas Revolution, Wichita Force, Duke City Gladiators, Bloomington Edge, Chicago Eagles, Mesquite Marshals, Salina Liberty
2016 gewannen die Wichita Force den Champions Bowl durch einen knappen 48:45-Erfolg gegen die Amarillo Venom vor 4.772 Zuschauer. Zuvor scheiterte Vorjahressieger Sioux City bereits in der ersten Runde.

### Saison 2017
Teams, die die Liga verlassen haben: Chicago Eagles, San Angelo Bandits, Mesquite Marshals (-> wurden zu den Dallas Marshals)
Teams, die neu hinzugekommen sind: Bismarck Bucks, CenTex Cavalry, Kansas City Phantoms, West Michigan Ironmen, Dallas Marshals
Modus: 2 Conferences mit je 7 Teams haben je 12 Hauptrundenspiele, wobei sich die ersten vier Teams jeder Conference für die Playoffs qualifizieren.
Teilnehmende Mannschaften (14): Sioux City Bandits, Dodge City Law, Omaha Beef, Amarillo Venom, Texas Revolution, Wichita Force, Duke City Gladiators, Bloomington Edge, Salina Liberty, Dallas Marshals, Bismarck Bucks, CenTex Cavalry, Kansas City Phantoms, West Michigan Ironmen
Etwas überraschend sicherten sich die Texas Revolution den Titel. Im Finale setzten sich die Revolution gegen die Omaha Beef mit 59:49 durch. Hierbei wurde auch ein neuer Finals Zuschauer Rekord aufgestellt. Das Spiel wollten 5.251 Zuschauer sehen.
Die neu eingestiegenen CenTex Cavalry waren das schlechteste Team der Hauptrunde mit keinem einzigen Sieg.

## ChampionsBowl Sieger
| Jahr | Heimmannschaft       | Auswärtsmannschaft | Ergebnis |
| ---- | -------------------- | ------------------ | -------- |
| 2015 | Sioux City Bandits   | Texas Revolution   | 76:61    |
| 2016 | Wichita Force        | Amarillo Venom     | 48:45    |
| 2017 | Texas Revolution     | Omaha Beef         | 59:49    |
| 2018 | Duke City Gladiators | Sioux City Bandits | 31:27    |
| 2019 | Duke City Gladiators | Salina Liberty     | 35:29    |
|      |                      |                    |          |
| 2021 | Omaha Beef           | Salina Liberty     | 40:39    |
| 2022 | Salina Liberty       | Omaha Beef         | 38:34    |
| 2023 | Omaha Beef           | Salina Liberty     | 50:30    |

Die Saison 2020 entfiel wegen der Covid-19-Pandemie.